# Piscu Vechi
Piscu Vechi – wieś w Rumunii, w okręgu Dolj, w gminie Piscu Vechi. W 2011 roku liczyła 2222 mieszkańców.